# Mata'ls suaument
Mata'ls suaument (títol original en anglès, Killing Them Softly) és un thriller policíac estatunidenc de 2012 dirigit per Andrew Dominik i protagonitzat per Brad Pitt. La història està basada en la novel·la de 1974 Cogan's Trade de George V. Higgins.
La cinta es va estrenar el 22 de maig de 2012 al Festival Internacional de Cinema de Canes, on va estar nominada a la Palma d'Or.

## Argument
Russell i Frankie, dos ex-presidiaris inadaptats, un d'ells ionqui, són reclutats per un mafiós que regenta una tintoreria perquè desplomin una partida il·legal de pòquer, que anteriorment ja havia desplomat amb èxit Markie Trattman (Ray Liotta), amb el propòsit de carregar-li a aquest últim el robatori. És el pla perfecte, però amb el que no compten és que desplomar a la màfia té un preu alt. Jackie Cogan (Brad Pitt) s'encarregarà d'investigar el robatori.

## Repartiment
- Brad Pitt: Jackie Cogan
- Scoot McNairy: Frankie
- Ben Mendelsohn: Russell
- Richard Jenkins: Driver
- James Gandolfini: Mickey
- Ray Liotta: Markie Trattman
- Sam Shepard: Dillon
- Slaine: Kenny Gill
- Vincent Curatola: Johnny Amato
- Max Casella: Barry Caprio
- Trevor Long: Steve Caprio

## Producció
Està basada en la novel·la de 1974 del mateix nom de George V. Higgins. La pel·lícula està escrita i dirigida per Andrew Dominik. El projecte va ser anunciat per primera vegada el novembre de 2010 quan Brad Pitt va informar estar en converses per al paper principal. Pitt es va unir al projecte al mes següent, i la producció va començar a Louisiana el març de 2011. Els altres van ser triats el 2011.
La preproducció va començar a Luisiana el gener de 2011, i la filmació va començar el març de 2011.

## Box-office
Estrenada als Estats Units en 2.424 sales, Cogan: Killing Them Softly  arrenca al setè lloc del box-office amb un total de 6,81 milions de dòlars de recaptació en el primer cap de setmana d'explotació. El seu segon cap de setmana, la pel·lícula cau a la desena posició, amb 2,806 milions de recaptació, o sigui una acumulat d'11,830 milions. Acaba la seva explotació a la dotzena setmana amb un resultat de 15,026 milions.